# الشط (مسورة)

تعديل مصدري - تعديل

الشط هي إحدى قرى عزلة شعيان بمديرية مسورة التابعة لمحافظة البيضاء، بلغ تعداد سكانها 152 نسمة حسب تعداد اليمن لعام 2004.